# Pilea anisophylla
Pilea anisophylla là loài thực vật có hoa trong họ Tầm ma. Loài này được (Hook. f.) Wedd. miêu tả khoa học đầu tiên năm 1856.